# Jack Mills
Jack Mills († 24. Mai 2005 in  Gloucester, Gloucestershire, England) war ein britischer Szenenbildner.

## Leben
Mills begann seine Karriere im Filmstab 1947 als Szenenbildner bei mehreren im selben Jahr entstandenen Fuzzy-Western. Bis Ende der 1940er Jahre war er an einem Dutzend Filmen tätig. Auch in den darauf folgenden Jahren blieb er dem Western treu. Nur selten arbeitete er an anderen Genres, dazu zählen unter anderem Fritz Langs Kriminalfilm Die Bestie, der Abenteuerfilm Clarence, der schielende Löwe und der Agententhriller Eisstation Zebra.
1966 war Mills für den Western Das war der Wilde Westen der Regisseure John Ford, Henry Hathaway, George Marshall und Richard Thorpe zusammen mit George W. Davis, William Ferrari, Addison Hehr, Henry Grace und Don Greenwood junior für den Oscar in der Kategorie Bestes Szenenbild nominiert, die Auszeichnung ging in diesem Jahr jedoch an den Monumentalfilm Cleopatra.
Mills wirkte zwischen 1953 und 1967 auch an zahlreichen Fernsehproduktionen mit. Unter anderem arbeitete er an 17 Folgen der Serie Polizeibericht, 18 Folgen der Mickey Rooney Show und sechs Folgen von Solo für O.N.C.E.L. 1967 war er in einer Folge der Serie Bezaubernde Jeannie als Schauspieler in einer kleinen Nebenrolle zu sehen.
Auch bei seiner letzten Filmarbeit handelte es sich mit Sam Peckinpahs Abgerechnet wird zum Schluss wieder um einen Western.

## Filmografie (Auswahl)
- 1950: Endstation Mord (Gambling House)
- 1951: Der Rächer (Best of the Badmen)
- 1956: Die Bestie (While the City Sleeps)
- 1958: Geraubtes Gold (The Badlanders)
- 1959: Die Haltlosen (The Beat Generation)
- 1962: Das war der Wilde Westen (How the West Was Won)
- 1965: Clarence, der schielende Löwe (Clarence, the Cross-Eyed Lion)
- 1965: Nebraska (The Rounders)
- 1966: Sieben Frauen (7 Women)
- 1967: Chuka
- 1968: Eisstation Zebra (Ice Station Zebra)
- 1969: Die den Hals riskieren (The Gypsy Moths)
- 1969: Kapitän Nemo (Captain Nemo and the Underwater City)
- 1970: Abgerechnet wird zum Schluss (The Ballad of Cable Hogue)

## Auszeichnungen (Auswahl)
- 1964: Oscar-Nominierung in der Kategorie Bestes Szenenbild für Das war der Wilde Westen

## Einzelnachweis
1. ↑  Jack Mills bei IMDb

| Personendaten    | Personendaten                        |
| ---------------- | ------------------------------------ |
| NAME             | Mills, Jack                          |
| KURZBESCHREIBUNG | englischer Szenenbildner             |
| GEBURTSDATUM     | 19. Jahrhundert oder 20. Jahrhundert |
| STERBEDATUM      | 24. Mai 2005                         |
| STERBEORT        | Gloucester, Gloucestershire, England |